# Китаин, Валентин Семёнович
Валентин Семёнович (Самуилович) Китаин (1912, Речица —1997) — советский журналист.

## Биография
Трудовую биографию начал упаковщиком на Речицкой спичечной фабрике. Работал на заводе «Серп и молот», начал печататься в многотиражной заводской газете «Мартеновка».
По направлению ЦК ВЛКСМ с февраля 1943 года — в «Комсомольской правде». В составе выездных редакций выезжал на крупные советские стройки. Награждался государственными наградами.
В 1959 году вместе с А. Аджубеем пришёл в газету «Известия», занимал должность первого заместителя ответственного секретаря. Работал в газете до 1987 года, один самых влиятельных сотрудников редакции газеты.
Китаеву приписывается авторство фразы: «Верной дорогой идёте, товарищи!»

## Награды
- орден Трудового Красного Знамени (13.03.1967)
- медали